# AWAT2
AWAT2 (англ. Acyl-CoA wax alcohol acyltransferase 2) – білок, який кодується однойменним геном, розташованим у людей на довгому плечі X-хромосоми. Довжина поліпептидного ланцюга білка становить 333 амінокислот, а молекулярна маса — 38 094.
| 10         |  | 20         |  | 30         |  | 40         |  | 50         |
| ---------- |  | ---------- |  | ---------- |  | ---------- |  | ---------- |
| MLLPSKKDLK |  | TALDVFAVFQ |  | WSFSALLITT |  | TVIAVNLYLV |  | VFTPYWPVTV |
| LILTWLAFDW |  | KTPQRGGRRF |  | TCVRHWRLWK |  | HYSDYFPLKL |  | LKTHDICPSR |
| NYILVCHPHG |  | LFAHGWFGHF |  | ATEASGFSKI |  | FPGITPYILT |  | LGAFFWMPFL |
| REYVMSTGAC |  | SVSRSSIDFL |  | LTHKGTGNMV |  | IVVIGGLAEC |  | RYSLPGSSTL |
| VLKNRSGFVR |  | MALQHGVPLI |  | PAYAFGETDL |  | YDQHIFTPGG |  | FVNRFQKWFQ |
| SMVHIYPCAF |  | YGRGFTKNSW |  | GLLPYSRPVT |  | TIVGEPLPMP |  | KIENPSQEIV |
| AKYHTLYIDA |  | LRKLFDQHKT |  | KFGISETQEL |  | EII        |  |            |

A: Аланін

C: Цистеїн

D: Аспарагінова кислота

E: Глутамінова кислота

F: Фенілаланін

G: Гліцин

H: Гістидин

I: Ізолейцин

K: Лізин

L: Лейцин

M: Метіонін

N: Аспарагін

P: Пролін

Q: Глутамін

R: Аргінін

S: Серин

T: Треонін

V: Валін

W: Триптофан

Кодований геном білок за функціями належить до трансфераз, ацилтрансфераз. 
Задіяний у таких біологічних процесах, як метаболізм ліпідів, біосинтез ліпідів. 
Локалізований у мембрані, ендоплазматичному ретикулумі.